# Mayobius chichimecus
Mayobius chichimecus är en mångfotingart som beskrevs av Chamberlin 1943. Mayobius chichimecus ingår i släktet Mayobius och familjen stenkrypare. Inga underarter finns listade i Catalogue of Life.